# Leomacs
Massimiliano Leonardo, más conocido como Leomacs (Roma, Italia, 4 de septiembre de 1972) es un dibujante de cómic italiano.

## Biografía
Debutó en 1993 dibujando Dark Side para la editorial Bdb Press, con guion de Roberto Recchioni, autor con el que ha colaborado también en Napoli Ground Zero de la editorial Eura y en Battaglia, publicada por la editorial de la que es cofundador, la Factory. En 1996 realizó los dibujos de Fax palle in canna, una parodia de Tex guionizada por Stefano Nocilli y editada por Zero Press.
En 2003 empezó a trabajar para la editorial Bonelli, dibujando un episodio de Nick Raider. Para la misma editorial ilustró historias de las series Viento Mágico y Volto Nascosto, ambas de Gianfranco Manfredi, de Tex, con textos de Claudio Nizzi, Mauro Boselli y Gianfranco Manfredi, y de Dylan Dog.